# 2023年韓國毒包裹事件
2023年韓國毒包裹事件，是指在2023年7月20日起，韓國收到大量來自中國、馬來西亞、烏茲別克等國的不明包裹而引發的事件。韓國部分媒體將該事件定調為「疑似恐怖攻擊」。

## 事發經過
2023年7月20日，韓國蔚山廣域市一間身障人士收容機構收到來自台灣的不明包裹，3名員工出現身體不適、呼吸困難之症狀，送醫後無大礙。隨後，在濟州市、首爾等地皆收到來自台灣的包裹，警消為此大規模搜查。並發送簡訊警示收到包裹的民眾。
濟州道警方也於前一天接到收到可疑包裹的報警，包裹從台灣寄出。慶尚南道咸安郡、大田廣域市等地也出現多起類似報警，郵件來自馬來西亞、台灣、烏茲別克等地。
台灣內政部警政署刑事警察局調查後發現，此包裹來自中國，以「貨轉郵」海運來台灣，再經整理後以空運出口至韓國，未入境台灣。駐韓國台北代表部也發聲明稱，查證後確認爭議郵包來自中國，非由台灣寄出。
截至22日凌晨5時，韓國警方共收到近千起可疑包裹通報。但大多包裹內查無有害物，甚至沒有內容物。
7月23日，韓國警察廳表示，韓國警方從20日到23日下午5時，一共接獲2058起收到可疑國際包裹的報警。韓國外交部於該日告訴記者，已透過駐中國外交機構要求中方查明。

## 包裹來源
中華郵政於7月22日稱，這些可疑包裹是轉運業者在6月23日「貨轉郵」，共2507件的郵件，並寄往韓國各地。「貨轉郵」意指境外郵件進來台灣後，由台灣的中華郵政寄到郵件的送達地點。中華民國行政院副院長鄭文燦表示，這些包裹來自深圳，將徹查此事並與各部會包含韓國官方保持密切聯繫。